# Kirgiziska ligan
Kirgiziska ligan är den högsta divisionen av fotboll för herrar i Kirgizistan. Den anordnas årligen av Kirgizistans fotbollsfederation sedan år 1992. Kirgiziska andraligan är den näst högsta divisionen i kirgizisk fotboll. 

## Klubbar 2025
| Klubb               | Ort         | Arena                 | Kapacitet |
| ------------------- | ----------- | --------------------- | --------- |
| Abdisj-Ata Kant     | Kant        | Stadion Sportkompleks | 03 000    |
| Alga Bisjkek        | Bisjkek     | Dynamostadion         | 10 000    |
| Alaj Osj            | Osj         | Sujumbajev stadion    | 12 000    |
| FC Asiagoal         | Bisjkek     | ?                     | ?         |
| FC Bars             | Karakol     | ?                     | ?         |
| Bishkek City        | Bisjkek     | ?                     | ?         |
| Dordoj Bisjkek      | Bisjkek     | Spartak stadion       | 23 000    |
| FK Kyrgyzaltyn      | Kara-Balta  | Stadion Kara–Balta    | 03 000    |
| Ilbirs Bisjkek      | Bisjkek     | Stadion FFT           | 10 000    |
| Muras United        | Jalal-Abad  | Kurmanbek             | 7 000     |
| Neftji Kotjkor-Ata  | Kochkor-Ata | Stadion Neftyannik    | 05 000    |
| OşMU-Aldiyer Kurşab | Kurşab      | Centralstadion        | 10 000    |
| FC Ozgon            | Özgön       | ?                     | ?         |
| Talant              | Tasj-Kömür  | Sjachtior Stadion     | 10 000    |

## Ligamästare
| År   | Mästare                    | Tvåa                       | Skyttekung                                                                    | Årets spelare                      |
| ---- | -------------------------- | -------------------------- | ----------------------------------------------------------------------------- | ---------------------------------- |
| 1992 | Alga Bisjkek               | SKA Dostuk Sokuluk         | Igor Sergejev - SKA Dostuk Sokuluk (26)                                       |                                    |
| 1993 | Alga-RIIF Bisjkek          | Spartak Tokmak             | Davron Babjev - Dynamo Alay Osh (38)                                          |                                    |
| 1994 | Kant-Oil Kant              | Semetej Kyzyl-Kija         | Aleksandr Merzlikin - Kant-Oil Kant (25)                                      |                                    |
| 1995 | Kant-Oil Kant              | Alga Bisjkek               | Aleksandr Merzlikin - Kant-Oil Kant (27)                                      |                                    |
| 1996 | Metallurg Kadamdzjaj       | AiK Bisjkek                | Aleksandr Merzlikin - AiK Bisjkek (17)                                        |                                    |
| 1997 | Dinamo Bisjkek             | Alga-PVO Bisjkek           | Farchat Chaitbajev - KVT Dinamo Kara-Balta (17)                               |                                    |
| 1998 | CAG-Dinamo-MVD Bisjkek     | SKA-PVO Bisjkek            | Sergej Gaizitdinov - Semetej Kyzyl-Kija (23)                                  |                                    |
| 1999 | CAG-Dinamo Bisjkek         | SKA-PVO Bisjkek            | Ismail Malikov - Zjasjtyk Ak Altyn Kara-Suu (16)                              |                                    |
| 2000 | SKA-PVO Bisjkek            | Dinamo Bisjkek             | Valerij Berezovskij - SKA-PVO Bisjkek (32)                                    |                                    |
| 2001 | SKA-PVO Bisjkek            | Zjasjtyk Ak Altyn Kara-Suu | Nurlan Radzjabalijev - Zjasjtyk Ak Altyn Kara-Suu (28)                        |                                    |
| 2002 | SKA-PVO Bisjkek            | Zjasjtyk Ak Altyn Kara-Suu | Jevgenij Boldygin - Zjasjtyk Ak Altyn Kara-Suu (19)                           |                                    |
| 2003 | Zjasjtyk Ak Altyn Kara-Suu | SKA-PVO Bisjkek            | Roman Kornilov - SKA-PVO Bisjkek (39)                                         |                                    |
| 2004 | Dordoj-Dynamo Naryn        | SKA-Sjoro Bisjkek          | Zamirbek Zjumagulov - Dordoj-Dynamo Naryn (28)                                |                                    |
| 2005 | Dordoj-Dynamo Naryn        | SKA-Sjoro Bisjkek          | Jevgenij Boldygin - Zjasjtyk Ak Altyn Kara-Suu (23)                           |                                    |
| 2006 | Dordoj-Dynamo Naryn        | Abdisj-Ata Kant            | Vjatjeslav Pryanisjnikov - Abdisj-Ata Kant (24)                               |                                    |
| 2007 | Dordoj-Dynamo Naryn        | Abdisj-Ata Kant            | Almazbek Mirzalijev - Abdisj-Ata Kant (21)                                    |                                    |
| 2008 | Dordoj-Dynamo Naryn        | Abdisj-Ata Kant            | Hursjid Lutfullajev - Abdisj-Ata Kant David Tetteh - Dordoj-Dynamo Naryn (13) |                                    |
| 2009 | Dordoj-Dynamo Naryn        | Abdisj-Ata Kant            | Maksim Kretov - Dordoj-Dynamo Naryn (21)                                      | Daniel Tagoe - Dordoj-Dynamo Naryn |
| 2010 | Neftji Kotjkor-Ata         | Dordoj Bisjkek             | Talajbek Dzjumatajev - FK Neftji Kotjkor-Ata (15)                             | Azamat Bajmatov - Dordoj Bisjkek   |
| 2011 | Dordoj Bisjkek             | Neftji Kotjkor-Ata         | Vladimir Verevkin - Alga Bisjkek (12)                                         |                                    |
| 2012 | Dordoj Bisjkek             | Alga Bisjkek               | Kajumzjan Sjaripov - Dordoj Bisjkek (17)                                      |                                    |
| 2013 | Alaj Osj                   | Dordoj Bisjkek             | Almazbek Mirzalijev - Abdisj-Ata Kant (20)                                    |                                    |
| 2014 | Dordoj Bisjkek             | Abdisj-Ata Kant            | Kaleemullah Khan - Dordoj Bisjkek (18)                                        |                                    |
| 2015 | Alaj Osj                   | Dordoj Bisjkek             | Alia Sylla - Alaj Osj (17)                                                    |                                    |
| 2016 | Alaj Osj                   | Dordoj Bisjkek             | Alia Sylla - Alaj Osj (21)                                                    |                                    |
| 2017 | Alaj Osj                   | Abdisj-Ata Kant            | Alia Sylla - Alaj Osj (12)                                                    |                                    |
| 2018 | Dordoj Bisjkek             | Alaj Osj                   | Joel Kojo - Alaj Osj (26)                                                     |                                    |
| 2019 | Dordoj Bisjkek             | Alaj Osj                   | Wahyt Orazsähedow - Dordoj Bisjkek (20)                                       |                                    |
| 2020 | Dordoj Bisjkek             | Alga Bisjkek               | Mirlan Murzaev — Dordoi Bisjkek (10)                                          |                                    |
| 2021 | Dordoj Bisjkek             | Abdisj-Ata Kant            |                                                                               |                                    |